# Суводське сільське поселення (Орічівський район)
Су́водське сільське поселення (рос. Суводское сельское поселение) — адміністративна одиниця у складі Орічівського району Кіровської області Росії. Адміністративний центр поселення — селище Суводі.

## Історія
Станом на 2002 рік на території сучасного поселення існували такі адміністративні одиниці:
- Суводський сільський округ (селища Розбійний Бор, Суводі)

Поселення було утворене згідно із законом Кіровської області від 7 грудня 2004 року № 284-ЗО у рамках муніципальної реформи шляхом перетворення Суводського сільського округу.

## Населення
Населення поселення становить 383 особи (2017; 400 у 2016, 417 у 2015, 421 у 2014, 438 у 2013, 445 у 2012, 459 у 2010, 551 у 2002).

## Склад
До складу поселення входять 2 населених пункти:
| Населений пункт       | Населення, осіб (2002) | Населення, осіб (2010) |
| --------------------- | ---------------------- | ---------------------- |
| Розбійний Бор, селище | 142                    | 84                     |
| Суводі, селище        | 409                    | 375                    |